# They Say
«They Say» es el primer sencillo de la banda de rock alternativo Scars on Broadway. La canción se publicó en el MySpace oficial de la banda y su sitio oficial el 28 de marzo de 2008. A partir del 28 de mayo de 2008, la canción estuvo disponible para comprar en la tienda iTunes Music. También estuvo disponible para su descarga como "Free Single of the Week" en iTunes para la semana del 14 de julio.
La canción se puso a disposición para su descarga en el videojuego Rock Band el 29 de julio de 2008, el mismo día del lanzamiento del álbum y es un tema jugable en el videojuego Guitar Hero 5. Lo es también en el juego de carreras, Colin McRae: Dirt 2.

## Video musical
El 20 de junio de 2008, Scars on Broadway, dio a conocer un tráiler del video musical «They Say» en un boletín en su blog de MySpace donde promocionan su pronto estreno. El vídeo musical oficial se estrenó en la página musical de Yahoo! el 27 de junio.
El video fue dirigido por Paul Minor. Se muestra a la banda tocando en un estudio mostrando flashes y clips de acontecimientos mundiales con protestas de forma intermitente.

## Lista de canciones
| Vinyl, 7", |                |          |  |
| N.º        | Título         | Duración |  |
| 1.         | «They Say»     | 2:48     |  |
| 2.         | «Hungry Ghost» | 3:37     |  |

| CD, Single, Promo |                               |          |  |
| N.º               | Título                        | Duración |  |
| 1.                | «They Say» (Clean Version)    | 2:46     |  |
| 2.                | «They Say» (Explicit Version) | 2:46     |  |

## Posicionamiento en listas
| Tabla (2008)                          | Posición más alta |
| ------------------------------------- | ----------------- |
| U.S. Billboard Modern Rock Tracks     | 15                |
| U.S. Billboard Mainstream Rock Tracks | 25                |